# أنتوني جوزيف دريكسل
أنتوني جوزيف دريكسل (بالإنجليزية: Anthony Joseph Drexel) هو مصرفي أمريكي، ولد في 13 سبتمبر 1826 في فيلادلفيا في الولايات المتحدة، وتوفي في 30 يونيو 1893 في كارلوفي فاري في التشيك بسبب نوبة قلبية.

## وصلات خارجية
- أنتوني جوزيف دريكسل على موقع الموسوعة البريطانية (الإنجليزية)